# Élections cantonales françaises de 1871
Des élections cantonales ont été organisées en France les 8 et 15 octobre 1871.